# Svetovni pokal v alpskem smučanju 2017
51. sezona svetovnega pokala v alpskega smučanja se je začela 22. oktobra 2016 v Söldnu v Avstriji, končala pa se bo 19. marca 2017 na finalu v Aspnu v ZDA. 
Pri moških in ženskah smo v tej sezoni videli 37 tekem.

## Moški

### Koledar
| #                                          | Št. tekme | Datum             | Prizorišče           | Disciplina | Zmagovalec           | Drugouvrščeni           | Tretjeuvrščeni                           | Viri          |
| ------------------------------------------ | --------- | ----------------- | -------------------- | ---------- | -------------------- | ----------------------- | ---------------------------------------- | ------------- |
| 1637                                       | 1.        | 23. oktober 2016  | Sölden               | VSL        | Alexis Pinturault    | Marcel Hirscher         | Felix Neureuther                         | [ 2 ] [ 3 ]   |
| 1638                                       | 2.        | 13. november 2016 | Levi                 | SL         | Marcel Hirscher      | Michael Matt            | Manfred Mölgg                            | [ 5 ] [ 6 ]   |
|                                            |           | 26. november 2016 | Lake Louise          | SM         | Odpovedano           | Odpovedano              | Odpovedano                               | [ 8 ]         |
| 27. november 2016                          | SVSL      |                   | Lake Louise          |            | Odpovedano           | Odpovedano              | Odpovedano                               | [ 8 ]         |
|                                            |           | 2. december 2016  | Beaver Creek         | SM         | Odpovedano           | Odpovedano              | Odpovedano                               | [ 10 ]        |
| 3. december 2016                           | SVSL      |                   | Beaver Creek         |            | Odpovedano           | Odpovedano              | Odpovedano                               | [ 10 ]        |
| 4. december 2016                           | VSL       |                   | Beaver Creek         |            | Odpovedano           | Odpovedano              | Odpovedano                               | [ 10 ]        |
| 1639                                       | 3.        | 2. december 2016  | Val d'Isère          | SVSL       | Kjetil Jansrud       | Aksel Lund Svindal      | Dominik Paris                            | [ 13 ] [ 14 ] |
| 1640                                       | 4.        | 3. december 2016  | Val d'Isère          | SM         | Kjetil Jansrud       | Peter Fill              | Aksel Lund Svindal                       | [ 15 ] [ 16 ] |
| 1641                                       | 5.        | 4. december 2016  | Val d'Isère          | VSL        | Mathieu Faivre       | Marcel Hirscher         | Alexis Pinturault                        | [ 17 ] [ 18 ] |
| 1642                                       | 6.        | 10 December 2016  | Val d'Isère          | VSL        | Alexis Pinturault    | Marcel Hirscher         | Henrik Kristoffersen                     | [ 19 ] [ 20 ] |
| 1643                                       | 7.        | 11. december 2016 | Val d'Isère          | SL         | Henrik Kristoffersen | Marcel Hirscher         | Aleksandr Khoroshilov                    | [ 21 ] [ 22 ] |
| 1644                                       | 8.        | 16. december 2016 | Val Gardena          | SVSL       | Kjetil Jansrud       | Aleksander Aamodt Kilde | Erik Guay                                | [ 24 ] [ 25 ] |
| 1645                                       | 9.        | 17. december 2016 | Val Gardena          | SM         | Max Franz            | Aksel Lund Svindal      | Steven Nyman                             | [ 26 ] [ 27 ] |
| 1646                                       | 10.       | 18. december 2016 | Alta Badia           | VSL        | Marcel Hirscher      | Mathieu Faivre          | Florian Eisath                           | [ 29 ] [ 30 ] |
| 1647                                       | 11.       | 19. december 2016 | Alta Badia           | VSL        | Cyprien Sarrazin     | Carlo Janka             | Kjetil Jansrud                           | [ 31 ] [ 32 ] |
| 1648                                       | 12.       | 22. december 2016 | Madonna di Campiglio | SL         | Henrik Kristoffersen | Marcel Hirscher         | Stefano Gross                            | [ 34 ] [ 35 ] |
| 1649                                       | 13.       | 27. december 2016 | Santa Caterina       | SVSL       | Kjetil Jansrud       | Hannes Reichelt         | Dominik Paris                            | [ 38 ] [ 39 ] |
|                                            |           | 28. december 2016 | Santa Caterina       | SM         | Odpovedano           | Odpovedano              | Odpovedano                               | [ 40 ]        |
| 1650                                       | 14.       | 29. december 2016 | Santa Caterina       | KB         | Alexis Pinturault    | Marcel Hirscher         | Aleksander Aamodt Kilde                  | [ 41 ] [ 42 ] |
| 1651                                       | 15.       | 5. januar 2017    | Zagreb               | SL         | Manfred Mölgg        | Felix Neureuther        | Henrik Kristoffersen                     | [ 44 ] [ 45 ] |
| 1652                                       | 16.       | 7. januar 2017    | Adelboden            | VSL        | Alexis Pinturault    | Marcel Hirscher         | Philipp Schörghofer                      | [ 48 ] [ 49 ] |
| 1653                                       | 17.       | 8. januar 2017    | Adelboden            | SL         | Henrik Kristoffersen | Manfred Mölgg           | Marcel Hirscher                          | [ 50 ] [ 51 ] |
| 1654                                       | 18.       | 13. januar 2017   | Wengen               | KB         | Niels Hintermann     | Maxence Muzaton         | Frederic Berthold                        | [ 55 ] [ 56 ] |
|                                            |           | 14. januar 2017   | Wengen               | SM         | Odpovedano           | Odpovedano              | Odpovedano                               | [ 57 ]        |
| 1655                                       | 19.       | 15. januar 2017   | Wengen               | SL         | Henrik Kristoffersen | Marcel Hirscher         | Felix Neureuther                         | [ 58 ]        |
| 1656                                       | 20.       | 20. januar 2017   | Kitzbühel            | SVSL       | Matthias Mayer       | Christof Innerhofer     | Beat Feuz                                | [ 60 ]        |
| 1657                                       | 21.       | 21. januar 2017   | Kitzbühel            | SM         | Dominik Paris        | Valentin Giraud Moine   | Johan Clarey                             | [ 61 ]        |
| 1658                                       | 22.       | 22. januar 2017   | Kitzbühel            | SL         | Marcel Hirscher      | David Ryding            | Aleksandr Khoroshilov                    | [ 62 ]        |
| 1659                                       | 23.       | 24. januar 2017   | Schladming           | SL         | Henrik Kristoffersen | Marcel Hirscher         | Aleksandr Khoroshilov                    | [ 64 ]        |
| 1660                                       | 24.       | 27. januar 2017   | Garmisch             | SM         | Travis Ganong        | Kjetil Jansrud          | Peter Fill                               | [ 66 ]        |
| 1661                                       | 25.       | 28. januar 2017   | Garmisch             | SM         | Hannes Reichelt      | Peter Fill              | Beat Feuz                                | [ 67 ]        |
| 1662                                       | 26.       | 29. januar 2017   | Garmisch             | VSL        | Marcel Hirscher      | Matts Olsson            | Stefan Luitz                             | [ 68 ]        |
| 1663                                       | 27.       | 31. januar 2017   | Stockholm            | PR         | Linus Straßer        | Alexis Pinturault       | Mattias Hargin                           | [ 70 ]        |
| Svetovno prvenstvo v alpskem smučanju 2017 |           |                   |                      |            |                      |                         |                                          |               |
| 1664                                       | 28.       | 24. februar 2017  | Kvitfjell            | SM         | Boštjan Kline        | Matthias Mayer          | Kjetil Jansrud                           | [ 73 ]        |
| 1665                                       | 29.       | 25. februar 2017  | Kvitfjell            | SM         | Kjetil Jansrud       | Peter Fill              | Beat Feuz                                | [ 74 ]        |
| 1666                                       | 30.       | 26. februar 2017  | Kvitfjell            | SVSL       | Peter Fill           | Hannes Reichelt         | Erik Guay                                | [ 75 ]        |
| 1667                                       | 31.       | 4. marec 2017     | Kranjska Gora        | VSL        | Marcel Hirscher      | Leif Kristian Haugen    | Matts Olsson                             | [ 77 ]        |
| 1668                                       | 32.       | 5. marec 2017     | Kranjska Gora        | SL         | Michael Matt         | Stefano Gross           | Felix Neureuther                         | [ 78 ]        |
| 1669                                       | 33.       | 15. marec 2017    | Aspen                | SM         | Dominik Paris        | Peter Fill              | Carlo Janka                              | [ 80 ]        |
| 1670                                       | 34.       | 16. marec 2017    | Aspen                | SVSL       | Hannes Reichelt      | Dominik Paris           | Mauro Caviezel & Aleksander Aamodt Kilde | [ 81 ]        |
| 1671                                       | 35.       | 18. marec 2017    | Aspen                | VSL        | Marcel Hirscher      | Felix Neureuther        | Mathieu Faivre                           | [ 82 ]        |
| 1672                                       | 36.       | 19. marec 2017    | Aspen                | SL         | André Myhrer         | Felix Neureuther        | Michael Matt                             | [ 83 ]        |

### Seštevki
| #  | po vseh 36 tekmah    | Točke |
| -- | -------------------- | ----- |
| 1. | Marcel Hirscher      | 1.599 |
| 2. | Kjetil Jansrud       | 924   |
| 3. | Henrik Kristoffersen | 903   |
| 4. | Alexis Pinturault    | 875   |
| 5. | Felix Neureuther     | 790   |

| #  | po vseh 8 tekmah | Točke |
| -- | ---------------- | ----- |
| 1. | Peter Fill       | 454   |
| 2. | Kjetil Jansrud   | 431   |
| 3. | Dominik Paris    | 371   |
| 4. | Beat Feuz        | 259   |
| 5. | Erik Guay        | 255   |

| #  | po vseh 6 tekmah        | Točke |
| -- | ----------------------- | ----- |
| 1. | Kjetil Jansrud          | 394   |
| 2. | Hannes Reichelt         | 303   |
| 3. | Aleksander Aamodt Kilde | 299   |
| 4. | Dominik Paris           | 277   |
| 5. | Peter Fill              | 226   |

| #  | po vseh 9 tekmah     | Točke |
| -- | -------------------- | ----- |
| 1. | Marcel Hirscher      | 733   |
| 2. | Mathieu Faivre       | 440   |
| 3. | Alexis Pinturault    | 439   |
| 4. | Felix Neureuther     | 370   |
| 5. | Henrik Kristoffersen | 328   |

| #  | po vseh 11 tekmah    | Točke |
| -- | -------------------- | ----- |
| 1. | Marcel Hirscher      | 735   |
| 2. | Henrik Kristoffersen | 575   |
| 3. | Manfred Mölgg        | 476   |
| 4. | Felix Neureuther     | 420   |
| 5. | Michael Matt         | 382   |

| #  | po obeh 2 tekmah        | Točke |
| -- | ----------------------- | ----- |
| 1. | Alexis Pinturault       | 111   |
| 2. | Niels Hintermann        | 100   |
| 3. | Aleksander Aamodt Kilde | 92    |
| 4. | Justin Murisier         | 86    |
| 5. | Hirscher / Muzaton      | 80    |

## Ženske

### Koledar
| Št. tekme                                                      | Datum             | Prizorišče        | Disciplina | Zmagovalka              | Drugouvrščena           | Tretjeuvrščena                  | Viri   |
| -------------------------------------------------------------- | ----------------- | ----------------- | ---------- | ----------------------- | ----------------------- | ------------------------------- | ------ |
| 1.                                                             | 22. oktober 2016  | Sölden            | VSL        | Lara Gut                | Mikaela Shiffrin        | Marta Bassino                   |        |
| 2.                                                             | 12.november 2016  | Levi              | SL         | Mikaela Shiffrin        | Wendy Holdener          | Petra Vlhová                    |        |
| 3.                                                             | 26.november 2016  | Killington        | VSL        | Tessa Worley            | Nina Løseth             | Sofia Goggia                    |        |
| 4.                                                             | 27.november 2016  | Killington        | SL         | Mikaela Shiffrin        | Veronika Velez-Zuzulová | Wendy Holdener                  |        |
| 5.                                                             | 2. december 2016  | Lake Louise       | SM         | Ilka Štuhec             | Sofia Goggia            | Kajsa Kling                     |        |
| 6.                                                             | 3. december 2016  | Lake Louise       | SM         | Ilka Štuhec             | Lara Gut                | Edit Miklós                     |        |
| 7.                                                             | 4. december 2016  | Lake Louise       | SVSL       | Lara Gut                | Tina Weirather          | Sofia Goggia                    |        |
| 8.                                                             | 10. december 2016 | Sestriere         | VSL        | Tessa Worley            | Sofia Goggia            | Lara Gut                        |        |
| 9.                                                             | 11. december 2016 | Sestriere         | SL         | Mikaela Shiffrin        | Veronika Velez Zuzulová | Wendy Holdener                  |        |
| 10.                                                            | 16. december 2016 | Val-d'Isère       | KB         | Ilka Štuhec             | Michelle Gisin          | Sofia Goggia                    | [ 86 ] |
| 11.                                                            | 17. december 2016 | Val-d'Isère       | SM         | Ilka Štuhec             | Cornelia Hütter         | Sofia Goggia                    | [ 87 ] |
| 12.                                                            | 18. december 2016 | Val-d'Isère       | SVSL       | Lara Gut                | Tina Weirather          | Elena Curtoni                   | [ 88 ] |
| 13.                                                            | 20. december 2016 | Courchevel        | VSL        | Mikaela Shiffrin        | Tessa Worley            | Manuela Moelgg                  |        |
| 14.                                                            | 28. december 2016 | Semmering         | VSL        | Mikaela Shiffrin        | Tessa Worley            | Viktoria Rebensburg             |        |
| 15.                                                            | 29. december 2016 | Semmering         | SL         | Mikaela Shiffrin        | Veronika Velez Zuzulová | Wendy Holdener                  |        |
| 16.                                                            | 3. januar 2017    | Zagreb            | SL         | Veronika Velez Zuzulová | Petra Vlhová            | Sarka Strachova                 |        |
| 17.                                                            | 7. januar 2017    | Maribor           | VSL        | Tessa Worley            | Sofia Goggia            | Lara Gut                        |        |
| 18.                                                            | 8. januar 2017    | Maribor           | SL         | Mikaela Shiffrin        | Wendy Holdener          | Frida Hansdotter                |        |
| 19.                                                            | 10. januar 2017   | Flachau           | SL         | Frida Hansdotter        | Nina Løseth             | Mikaela Shiffrin Wendy Holdener |        |
| 20.                                                            | 14. januar 2017   | Zauchensee        | SM         | Christine Scheyer       | Tina Weirather          | Jacqueline Wiles                |        |
| 21.                                                            | 15. januar 2017   | Zauchensee        | KB         | ODPOVEDANA NADOMESTI    | CRANS MONTANA           |                                 |        |
| 22.                                                            | 21. januar 2017   | Garmisch          | SM         | Lindsey Vonn            | Lara Gut                | Viktoria Rebensburg             |        |
| 23.                                                            | 22. januar 2017   | Garmisch          | SVSL       | Lara Gut                | Stephanier Venier       | Tina Weirather                  |        |
| 24.                                                            | 24. januar 2017   | Kronplatz         | VSL        | Federica Brihnone       | Tessa Worley            | Marta Bassino                   |        |
| 25.                                                            | 28. januar 2017   | Cortina d'Ampezzo | SM         | Lara Gut                | Sofia Goggia            | Ilka Štuhec                     |        |
| 26.                                                            | 29. januar 2017   | Cortina d'Ampezzo | SVSL       | Ilka Štuhec             | Sofia Goggia            | Anna Veith                      |        |
| 27.                                                            | 31. januar 2017   | Stockholm         | PR         | Mikaela Shiffrin        | Veronika Velez Zuzulová | Nina Løseth                     |        |
| Svetovno prvenstvo v alpskem smučanju 2017 (6. do 19. februar) |                   |                   |            |                         |                         |                                 |        |
| 28.                                                            | 25. februar 2017  | Crans-Montana     | SVSL       | Ilka Štuhec             | Elena Curtoni           | Stephanie Venier                |        |
| 29.                                                            | 26. februar 2017  | Crans-Montana     | KB         | Mikaela Shiffrin        | Federica Brignone       | Ilka Štuhec                     |        |
| 30.                                                            | 4. marec 2017     | Jeongseon         | SM         | Sofia Goggia            | Lindsey Vonn            | Ilka Štuhec                     |        |
| 31.                                                            | 5. marec 2017     | Jeongseon         | SVSL       | Sofia Goggia            | Lindsey Vonn            | Ilka Štuhec                     |        |
| 32.                                                            | 10. marec 2017    | Squaw Valley      | VSL        | Mikaela Shiffrin        | Federica Brignone       | Tessa Worley                    |        |
| 33.                                                            | 11. marec 2017    | Squaw Valley      | SL         | Mikaela Shiffrin        | Šárka Strachová         | Bernadette Schild               |        |
| 34.                                                            | 15. marec 2017    | Aspen             | SM         | Ilka Štuhec             | Lindsey Vonn            | Sofia Goggia                    |        |
| 35.                                                            | 16. marec 2017    | Aspen             | SVSL       | Tina Weirather          | Ilka Štuhec             | Federica Brignone               |        |
| 36.                                                            | 18. marec 2017    | Aspen             | SL         | Petra Vlhová            | Mikaela Shiffrin        | Frida Hansdotter                |        |
| 37.                                                            | 19. marec 2017    | Aspen             | VSL        | Federica Brignone       | Sofia Goggia            | Marta Bassino                   |        |

### Seštevki
| #  | po vseh 37 tekmah | Točke |
| -- | ----------------- | ----- |
| 1. | Mikaela Shiffrin  | 1643  |
| 2. | Ilka Štuhec       | 1325  |
| 3. | Sofia Goggia      | 1197  |
| 4. | Lara Gut          | 1023  |
| 5. | Federica Brignone | 895   |

| #  | po vseh 8 tekmah | Točke |
| -- | ---------------- | ----- |
| 1. | Ilka Štuhec      | 597   |
| 2. | Sofia Goggia     | 460   |
| 3. | Lara Gut         | 360   |
| 4. | Lindsey Vonn     | 280   |
| 5. | Tina Weirather   | 256   |

| #  | po vseh 7 tekmah | Točke |
| -- | ---------------- | ----- |
| 1. | Tina Weirather   | 435   |
| 2. | Ilka Štuhec      | 430   |
| 3. | Lara Gut         | 300   |
| 4. | Elena Curtoni    | 271   |
| 5. | Stephanie Venier | 255   |

| #  | po 1 od 9 tekem   | Točke |
| -- | ----------------- | ----- |
| 1. | Tessa Worley      | 685   |
| 2. | Mikaela Shiffrin  | 600   |
| 3. | Sofia Goggia      | 405   |
| 4. | Federica Brignone | 370   |
| 5. | Lara Gut          | 360   |

| #  | po vseh 10 tekem        | Točke |
| -- | ----------------------- | ----- |
| 1. | Mikaela Shiffrin        | 840   |
| 2. | Veronika Velez-Zuzulová | 565   |
| 3. | Wendy Holdener          | 455   |
| 4. | Frida Hansdotter        | 432   |
| 5. | Petra Vlhová            | 411   |

| #  | po vseh 3 tekmah     | Točke |
| -- | -------------------- | ----- |
| 1. | Ilka Štuhec          | 240   |
| 2. | Federica Brignone    | 220   |
| 3. | Wendy Holdener       | 140   |
| 4. | Michaela Kirchgasser | 105   |
| 5. | Michelle Gisin       | 104   |